# Карденьйоса-де-Вольпехера
Карденьйоса-де-Вольпехера (ісп. Cardeñosa de Volpejera) — муніципалітет в Іспанії, у складі автономної спільноти Кастилія-і-Леон, у провінції Паленсія. Населення — 45 осіб (2010).
Муніципалітет розташований на відстані близько 220 км на північ від Мадрида, 27 км на північний захід від Паленсії.

## Демографія
Динаміка населення (INE ):